# Vilhelm Thomsen
Vilhelm Ludwig Peter Thomsen (Koppenhága, 1842. január 25. – Koppenhága, 1927. május 12.) dán  nyelvész. 

## Élete
1869-ben Koppenhágában egyetemi magántanár, 1871-ben rendkívüli, 1887-ben az összehasonlító nyelvészet rendes tanára lett. 1876 és 1892 között szerkesztette a Nordisk Tidskrift for Filologi című közlönyt. A Magyar Tudományos Akadémia is tagjává választotta. 
1893-ban sikerült megfejtenie a türk rovásírással írt orkhoni feliratokat, megelőzve ezzel riválisát, Wilhelm Radloffot. Szintén tanulmányozta a finn és az orosz nyelv eredetét. 
A 20. század elején Franz Babinger tőle kért segítséget egy a bécsi levéltárban felfedezett felirat megfejtésében, amely Thomsen közreműködésével a magyar rovásírás egy emlékének bizonyult. Ma ez „konstantinápolyi felirat” néven ismeretes.

## Legnevezetesebb munkái
- Det magyariske Sprog og dets Slammeslaegtskab (a Tidskrift for Filologi og Paedagogik 1876)
- Den gotiske Sprogklasses Indflydelse paa de finske (Koppenhága, 1869)
- The relations between ancient Russia and Scandinavia and the origin of the Russian state (Oxford és London, 1877)
- Beröringer mellem de finske og de baltiske litauisk-lettiske Sprog (Koppenhága, 1890)
- Dechiffrement des inscriptions de l'Orkouh et de Jénisséi (a dán akadémia értekezései között, 1893)

## Forrásművek
- Thomsen. In  A Pallas nagy lexikona. Szerk. Bokor József. Budapest: Arcanum – FolioNET. 1998.  ISBN 963 85923 2 X

- Berlin-Brandenburgische Akademie der Wissenschaften